# Kristijan Makovec
Kristijan Makovec (* 1. Januar 1996 in Slavonski Brod) ist ein kroatischer Fußballspieler.

## Karriere
Makovec begann seine Karriere beim NK Osijek. Zwischen 2011 und 2012 spielte er kurzzeitig für den NK Višnjevac, ehe er zu Osijek zurückkehrte. Zur Saison 2014/15 wechselte er zum NK Oriolik. Zur Saison 2016/17 schloss er sich dem NK Marsonia Slavonski Brod an.
Zur Saison 2017/18 wechselte er nach Österreich zum siebtklassigen FC Lingenau. Nach einem halben Jahr bei Lingenau wechselte er im Januar 2018 zum fünftklassigen FC Lustenau 07. Mit Lustenau stieg er 2019 in die Vorarlbergliga auf.
Zur Saison 2019/20 wechselte er zum Zweitligisten Kapfenberger SV, bei dem er einen bis Juni 2020 laufenden Vertrag erhielt. Sein Debüt in der 2. Liga gab er im Juli 2019, als er am ersten Spieltag jener Saison gegen den FC Blau-Weiß Linz in der Startelf stand. Nach der Saison 2019/20 verließ er die Steirer und wechselte zum viertklassigen ASKÖ Oedt. Für Oedt kam er zu zehn Einsätzen in der OÖ Liga.
Zur Saison 2021/22 wechselte er zum Vorarlberger Eliteligisten Schwarz-Weiß Bregenz. Für Bregenz spielte er 52 Mal in der Regionalliga, ehe er mit dem Team 2023 in die 2. Liga aufstieg. In der 2. Liga kam er für Bregenz dann in der Saison 2023/24 zu 21 Einsätzen.
Nach der Saison 2023/24 verließ er das Team und wechselte nach Deutschland zum Regionalligisten BFC Dynamo. Mit den Hohenschönhausenern gewann er 2025 den Landespokal und verließ anschließend den Klub.